# پیچوار

یک پیچوار با α=1, -1≤ρ≤1 و -π≤θ≤π.

پیچوار (انگلیسی: Helicoid) رویه‌ای حاصل از حرکت یک خم مسطح یا نامسطح که حول خط ثابتی دوران می‌کند و درعین‌حال، در راستای آن خط انتقال می‌یابد به‌طوری‌که نسبت آهنگ دوران و آهنگ انتقال ثابت است.